# Coneheads
Coneheads is een Amerikaanse komische sciencefictionfilm uit 1993, geregisseerd door Steve Barron. De film is gebaseerd op een gelijknamige populaire sketch uit Saturday Night Live.

## Verhaal
De film draait om de avonturen van een buitenaardse familie waarvan het schip bij een verkenningsmissie neerstort op aarde. De buitenaardsen zien eruit als mensen, behalve dat ze kegelvormige hoofden hebben. Noodgedwongen vestigen ze zich in New Jersey, en proberen zo goed mogelijk te integreren in de Amerikaanse samenleving. Dat lukt ondanks hun vreemde uiterlijk. Dochter Connie krijgt zelfs een relatie met een aardse jongen, en vader Donald (Beldar) wordt een professioneel golfspeler.
Dan arriveert op een dag een schip van hun thuisplaneet. Het blijkt dat de Coneheads oorspronkelijk naar de aarde waren gestuurd om informatie te verzamelen voor een invasie. De senator van de planeet is allesbehalve tevreden over de vorderingen van de familie, die de Aarde als hun thuis is gaan zien. Voor straf moet Beldar vechten met een vreselijk monster. Hij verslaat het beest dankzij zijn geleerde golftechnieken. Volgens de wetten van de Coneheads moet de Senator nu al Beldars wensen inwilligen. Beldar wil de aanvalsvloot aanvoeren. Zodra de vloot de aarde nadert, doet Beldar alsof de satellieten rondom de aarde een geavanceerd verdedigingssysteem vormen en voorkomt zo een aanval. Zelf keert hij met zijn vrouw en dochter terug naar de aarde.

## Rolverdeling
| Acteur            | Personage                                | Opmerkingen |
| ----------------- | ---------------------------------------- | ----------- |
| Dan Aykroyd       | Beldar Conehead / Donald R. DeCicco      |             |
| Jane Curtin       | Prymatt Conehead / Mary Margaret DeCicco |             |
| Michelle Burke    | Connie Conehead                          |             |
| Sinbad            | Otto                                     |             |
| Phil Hartman      | Marlax                                   |             |
| Adam Sandler      | Carmine                                  |             |
| David Spade       | Eli Turnbull, INS Agent                  |             |
| Michael McKean    | Gorman Seedling                          |             |
| Shishir Kurup     | Khoudri                                  |             |
| Jason Alexander   | Larry Farber                             |             |
| Lisa Jane Persky  | Lisa Farber                              |             |
| Joey Lauren Adams | Christina                                |             |
| Parker Posey      | Stephanie                                |             |
| Chris Farley      | Ronnie the Mechanic                      |             |
| Kevin Nealon      | Senator                                  |             |
| Julia Sweeney     | Principal                                |             |
| Ellen DeGeneres   | Coach                                    |             |
| James Keane       | Harv                                     |             |
| Dave Thomas       | Highmaster                               |             |
| Laraine Newman    | Laarta                                   |             |
| Tim Meadows       | Atletische Cone                          |             |
| Mitchell Bobrow   | Garthok Combatant                        |             |
| Cooper Layne      | Monteur                                  |             |
| Tom Arnold        | Golfspeler                               |             |
| Jan Hooks         | Gladys Johnson, rijles-leerling          |             |